# المناطق البولندية التي ضمتها ألمانيا النازية
في أعقاب غزو بولندا في بداية الحرب العالمية الثانية، تم ضم ما يقرب من ربع أراضي الجمهورية البولندية الثانية بالكامل من قبل ألمانيا النازية ووضعها مباشرة تحت الإدارة المدنية الألمانية. تمت إعادة تسمية بقية بولندا المحتلة باسم مقاطعة الحكومة العامة. كان الضم جزءًا من التقسيم "الرابع" لبولندا بين قبل ألمانيا النازية والاتحاد السوفيتي، والذي تم وضعه قبل أشهر من الغزو، في حلف مولوتوف-ريبنتروب.
تم دمج بعض المناطق الأصغر مباشرة في جاو بروسيا الشرقية وجاو سيليسيا الحالييتين، بينما تم استخدام الجزء الأكبر من الأرض لإنشاء رايخسجاو بروسيا الغربية ووارثلاند. من بين هؤلاء، كان رايخسجاو وارثلاند هو الأكبر والوحيد الذي يضم فقط المنطقة التي تم ضمها.
كان المصطلح الرسمي الذي استخدمته السلطات النازية لهذه المناطق هو «المناطق الشرقية المدمجة» (بالألمانية: Eingegliederte Ostgebiete). أنها خططت لاستكمال الألمنة للأراضي المرفقة بها، واعتبارهم جزءا من المجال الحيوي. أُجبر السكان اليهود المحليون على العيش في الأحياء اليهودية، وتم ترحيلهم تدريجياً إلى معسكرات الاعتقال والإبادة، التي كانت أكثرها شهرة، أوشويتز، تقع في شرق سيليزيا الشرقية المرفقة. كان من المقرر استعباد السكان البولنديين المحليين تدريجياً وإبادتهم واستبدالهم في النهاية بمستوطنين ألمان. أصبحت النخبة البولندية على وجه الخصوص عرضةً للقتل الجماعي،  وكان ما يقدر بنحو 780,000 بولنديًا عرضةً للطرد، إما للحكومة العامة أو إلى التريخ للعمل كسخرة. تم فصل السكان البولنديين الباقين بشكل صارم عن السكان الألمان وخضعوا لمجموعة متنوعة من التدابير القمعية. وشملت هذه العمل القسري واستبعادهم من جميع الجوانب السياسية والعديد من الجوانب الثقافية في المجتمع. في الوقت نفسه، مُنحت الأقلية الألمانية المحلية العديد من الامتيازات، وقد زاد عددهم بشكل ثابت من خلال تسوية الألمان العرقيين، بما في ذلك أولئك الذين نزحوا بسبب عمليات نقل السكان النازيين والسوفيت.
بعد هجوم فيستولا - الأودر في أوائل عام 1945، سيطر الاتحاد السوفيتي على المناطق. السكان من أصل ألماني إما فروا من الجيش الأحمر أو طُردوا لاحقًا وأصبحت الأراضي جزءًا من جمهورية بولندا الشعبية.

## خلفية
سابقًا في خريف عام 1933، كشف هتلر لأقرب رفاقه نواياه في ضم غرب بولندا إلى ألمانيا الكبرى كما يتصورها. وبعد غزو بولندا الواقع في سبتمبر من عام 1939، ضم الرايخ الثالث منطقة مساحتها 92.500 كم2  (27% من مساحة بولندا قبل الحرب) في أكتوبر تعداد سكانها نحو 10.000.000 نسمة (30% من تعداد سكان بولندا قبل الحرب). أما عن بقية أرض بولندا فقُسمت بين ما ضمه الاتحاد السوفييتي (201.000 كم2  أو 51.6% من أرض بولندا قبل الحرب كما نص اتفاق مولوتوف – ريبنتروب) أو تحول إلى منطقة احتلال الحكومة العامة التي تحكمها ألمانيا (95.000 كم2  أو 24.5% من أرض بولندا قبل الحرب). بقيت نسبة ضئيلة من أرض بولندا قبل الحرب ضمتها سلوفاكيا (700 كم2).
منذ عام 1935، قُسمت ألمانيا النازية إلى محافظات (جاو) حلت محل الولايات الألمانية والمحافظات البروسية السابقة. بعض الأراضي المضمومة كانت ما تزال مُلحقةً بجاو شرق بروسيا وسيلزيا (أصبحت لاحقًا سيلزيا العليا) الموجودتين مُسبقًا، بينما أنشئ من باقي الأراضي رايخسجاو دانزيغ – بروسيا الغربية ووارثلاند. كان وارثلاند الوحيد الذي أُنشئ من أراض مضمومة فقط، بينما دانزيغ – بروسيا الغربية اشتمل أيضًا على مناطق كانت ألمانية سابقًا ومدينة دانزيغ الحرة الآنفة. وبقيت الحكومة العامة المحتلة خارج الرايخ الثالث.
خرقت عملية الضم القانون الدولي (اتفاقية لاهاي الرابعة عام 1907 بصورة خاصة). ناقش مسؤولو ألمانيا النازية الاتفاقية وحاولوا الالتفاف عليها عن طريق إعلان الحرب على بولندا في وقت يسبق عملية الضم، الأمر الذي جعل الاتفاقية غير قابلة للتطبيق في نظرهم.

## الإدارة
في يومي 8 و13 سبتمبر، أنشئت المنطقتين العسكريتين الألمانيتين «بوزن» (Poznań) تحت قيادة اللواء ألفريد فون فولارد – بوكلبيرغ و«بروسيا الغربية» (Westpreußen)، بقيادة اللواء والتر هايتز في بولندا الكبرى وبوميريليا، بالترتيب نفسه. بناءً على قوانين 21 مايو من عام 1935 و 1 يونيو من عام 1938، فوض الجيش الألماني، الفيرماخت، السلطات المدنية الإدارية إلى «رؤساء الإدارة المدنية» (Chefs der Zivilverwaltung, CdZ). عين هتلر أرتور غريسر رئيسًا للإدارة المدنية في منقطة بوزن العسكرية، وغاوليتر (زعيم) دانزيغ رئيسًا للإدارة المدنية في منطقة بروسيا الغربية العسكرية. يوم 3 أكتوبر من عام 1939، وضعت منطقتي «لودز» (Lodz) و«كاراكو» (Krakau) العسكريتين تحت حكم القادة اللواء غيرد فون رونتشتيت واللواء فيلهيلم لست، وعين هتلر هانز فرانك وأرتور زايس إنكفارت رؤساءً للإدارة المدنية، بالترتيب نفسه. عُين فرانك في الوقت نفسه «رئيسًا إداريًا أعلى» لكل الأراضي المحتلة.

### قرار هتلر بالضم، أكتوبر عام 1939
أصدر هتلر قرارًا يوم 8 أكتوبر من عام 1939، نُص فيه على ضم مناطق غرب بولندا ومدينة دانزيغ الحرة. ونص قانون داخلي منفصل على إدراج المنطقة المحيطة بسووالكي (مثلث سووالكي).
نصت أول مادتين من القرار على تأسيس «رايخسجاو بوزن» في بولندا الكبرى ويضم المناطق الإدارية هوهينسالزا وبوزن وكاليش، بالإضافة إلى «رايخسجاو بروسيا الغربية» (بالألمانية: Westpreußen) في بوميريليا ويضم المناطق الإدارية برومبيرغ ودانزيغ ومارينفيردر. سميت هذه المناطق الإدارية بالأسماء الألمانية لمدنها الرئيسة: هوهينسالزا (Inowrocław)، بوزن (Poznań)، كاليش (Kalisz)، برومبيرغ (Bydgoszcz)، دانزيغ (Gdańsk)، ومارينفيردر (Kwidzyn). كانت الأراضي المضمومة ضعف مساحة الأراضي التي احتلتها بروسيا سابقًا في تقاسم بولندا، وضعف تعداد السكان أيضًا. مقارنةً مع عام 1914، توسعت حدود الرايخ ناحية الشرق مسافة 150 – 200 كم وسطيًا. وبغض النظر عن هذه الحقيقة، استخدمت ألمانيا دعاية بروسية قديمة تنطوي على بناء «جدار ألماني حي» في الأراضي البولندية. يوم 29 يناير من عام 1940، أعيد تسمية رايخسجاو بوزن إلى «رايخسجاو وارثلاند» (Warthegau). وأعيد تسمية رايخسجاو بروسيا الغربية إلى «رايخسجاو دانزيغ – بروسيا الغربية».
لم تُعين بقية الأراضي المضمومة محافظات منفصلة لكنها ضُمّنت في محافظتي بروسيا الشرقية وسيلزيا العليا الموجودتين أصلًا طبقًا للفقرة الرابعة من مرسوم هتلر. عُين أرتور غريسر غاولايترًا لرايخسجاو بوزن، وألبرت فروستر لرايخسجاو بروسيا الغربية.

## عقب عملية باربروسا الواقعة في يونيو من عام 1941
بعد الهجوم الألماني على الاتحاد السوفييتي في يونيو من عام 1941، أُلحق إقليم بياليستوك، الذي يتضمن كلًا من مقاطعات بياليستوك، بيسلك، بودلاسكي، غراجيوو، لومزا، سوكولكا، فولكوفيسك، وغرونودو ببروسيا الغربية (لكن لم يُدمج بها). ضم الاتحاد السوفييتي أولًا بقية الأراضي البولندية، ثم ضمتها ألمانيا، دُمجت في مفوضية رايخ أوستلاند (في الشمال)، مفوضية رايخ أوكرانيا (في الجنوب) والحكومة العامة (إقليم غاليزيا في أقصى الجنوب).

### الإمتداد المُخطط له لإجراءات الضم
نوت الحكومة النازية متابعة دمجها لأراضي بولندا ما قبل الحرب بالرايخ الثالث. كان يُنظر إلى منطقة الحكومة العامة الردف لبولندا المحتلة تحت سيطرة ألمانية مدنية كاملة على أنها مجرد شكل انتقالي للحكومة، قبل أن تندمج المنطقة مستقبليًا بالكامل في رايخ ألمانيا الكبرى (Grossdeutsches Reich). ناقش البيروقراطيون الألمانيون فيما بعد مقترحات متعددة لاستقطاع الأراضي المتبقية.
دافع هانز فرانك عن تحويل بعض أو كل محافظته إلى «Vandalengau»، تكريمًا لقبائل الفندال الجرمان الشرقيين الذين سكنوا في حوض نهر فيستولا في العصور القديمة قبل الهجرات البربرية. في أواخر عام 1939 نشطت لجنة من ستة عشر رجلًا لرسم حدود مشروع رايخسجاو بيسكيدينلاند (سمي إثر محيط جبل بيسكيد)، الذي كان سيشمل المناطق الواقعة غرب كاراكو صعودًا إلى نهر سان وصولًا إلى شرقه.
اقترح الأمين العام للحزب النازي مارتين بورمان من جهة أخرى تقسم الحكومة العامة في المستقبل القريب إلى 3 – 5 رايخسجاو أو Reichsobergaue، متضمنة إقليم غاليزيا. لم يتبنَّ هتلر ولم يطبق أي من هذه الاقتراحات تاركًا النقاشات مفتوحًة حتى انتهاء الحرب، بل استفاد من الوضع الراهن باسخدام المناطق بمثابة مؤونة من العمال بدلًا عن ذلك.

## الإدارة
يومي 8 و13 سبتمبر 1939، المناطق العسكرية الألمانية «بوسن» (بوزنان)، بقيادة الجنرال ألفريد فون Vollard-Bockelberg (دي)، و "Westpreußen" (بروسيا الغربية)، بقيادة والتر هايتز، التي أنشئت في فتح بولندا الكبرى وبومريليا، على التوالي.  وفقًا لقوانين 21 مايو 1935 و1 يونيو 1938، قام الجيش الألماني فيرماخت، بتفويض السلطات الإدارية المدنية إلى «رؤساء الإدارة المدنية» (Chefs der Zivilverwaltung، CdZ).  عين هتلر آرثر غرايزر ليصبح CdZ في منطقة بوزنان العسكرية. في 3 تشرين الأول 1939، تم تعيين المناطق العسكرية «لودز» (لودز)، و"Krakau" (كراكوف) تحت قيادة الجنرالات غيرد فون رونتشتيت وفيلهلم لست، وعين هتلر هانز فرانك وأرتور زايس انكفارت كرؤساء مدنيين، على التوالي. تم تعيين فرانك في نفس الوقت «المدير الأعلى» لجميع الأراضي المحتلة.

## التركيبة السكانية
قبل الغزو الألماني النازي في سبتمبر 1939 وما تلاه من ضم في أكتوبر، استوعبت المناطق ما يصل إلى 10568.000 شخص أو حوالي 30٪ من سكان بولندا قبل عام 1939.  بسبب الرحلات الجوية وخسائر الحرب والهجرة الطبيعية ونقص البيانات الموثوقة المعاصرة، لا يمكن تقدير التركيبة السكانية خاصةً في المناطق الحدودية.
| بيانات المساحة والسكان في عام 1939 عن النازية غاو التي شملت الأراضي التي ضمتها بولندا 1 | بيانات المساحة والسكان في عام 1939 عن النازية غاو التي شملت الأراضي التي ضمتها بولندا 1 | بيانات المساحة والسكان في عام 1939 عن النازية غاو التي شملت الأراضي التي ضمتها بولندا 1 | بيانات المساحة والسكان في عام 1939 عن النازية غاو التي شملت الأراضي التي ضمتها بولندا 1 | بيانات المساحة والسكان في عام 1939 عن النازية غاو التي شملت الأراضي التي ضمتها بولندا 1 | بيانات المساحة والسكان في عام 1939 عن النازية غاو التي شملت الأراضي التي ضمتها بولندا 1 | بيانات المساحة والسكان في عام 1939 عن النازية غاو التي شملت الأراضي التي ضمتها بولندا 1 | بيانات المساحة والسكان في عام 1939 عن النازية غاو التي شملت الأراضي التي ضمتها بولندا 1 | بيانات المساحة والسكان في عام 1939 عن النازية غاو التي شملت الأراضي التي ضمتها بولندا 1 | بيانات المساحة والسكان في عام 1939 عن النازية غاو التي شملت الأراضي التي ضمتها بولندا 1 | بيانات المساحة والسكان في عام 1939 عن النازية غاو التي شملت الأراضي التي ضمتها بولندا 1 | بيانات المساحة والسكان في عام 1939 عن النازية غاو التي شملت الأراضي التي ضمتها بولندا 1 | بيانات المساحة والسكان في عام 1939 عن النازية غاو التي شملت الأراضي التي ضمتها بولندا 1 |
| غاو / Reichsgau                                                                         | بروسيا الشرقية                                                                          | بروسيا الشرقية                                                                          | Reichsgau <br id="mwAc4"><br>دانزيج / الغرب <br id="mwAc8"><br>بروسيا                   | Reichsgau <br id="mwAc4"><br>دانزيج / الغرب <br id="mwAc8"><br>بروسيا                   | Reichsgau Wartheland                                                                    | Reichsgau Wartheland                                                                    | المحافظة <br id="mwAdU"> سيليزيا                                                        | المحافظة <br id="mwAdU"> سيليزيا                                                        | مجموع الأربعة                                                                           | مجموع الأربعة                                                                           | المرفقة فقط أجزاء من هذه المحافظات                                                      | المرفقة فقط أجزاء من هذه المحافظات                                                      |
| --------------------------------------------------------------------------------------- | --------------------------------------------------------------------------------------- | --------------------------------------------------------------------------------------- | --------------------------------------------------------------------------------------- | --------------------------------------------------------------------------------------- | --------------------------------------------------------------------------------------- | --------------------------------------------------------------------------------------- | --------------------------------------------------------------------------------------- | --------------------------------------------------------------------------------------- | --------------------------------------------------------------------------------------- | --------------------------------------------------------------------------------------- | --------------------------------------------------------------------------------------- | --------------------------------------------------------------------------------------- |
| المساحة (كم 2)                                                                          | 52099 كم 2                                                                              | 52099 كم 2                                                                              | 25705 كم 2                                                                              | 25705 كم 2                                                                              | 40309 كم 2                                                                              | 40309 كم 2                                                                              | 46908 كم 2                                                                              | 46908 كم 2                                                                              | 165021 كم 2                                                                             | 165021 كم 2                                                                             | 86295 كم 2                                                                              | 86295 كم 2                                                                              |
| مجموع السكان                                                                            | 3113000                                                                                 | 3113000                                                                                 | 2156000                                                                                 | 2156000                                                                                 | 4203000                                                                                 | 4203000                                                                                 | 7258000                                                                                 | 7258000                                                                                 | 16729000                                                                                | 16729000                                                                                | 9082000                                                                                 | 9082000                                                                                 |
| عدد الأشخاص لكل كيلومتر مربع                                                            | 61 لكل كيلومتر مربع                                                                     | 61 لكل كيلومتر مربع                                                                     | 84 لكل كيلومتر مربع                                                                     | 84 لكل كيلومتر مربع                                                                     | 104 لكل كيلومتر مربع                                                                    | 104 لكل كيلومتر مربع                                                                    | 155 لكل كيلومتر مربع                                                                    | 155 لكل كيلومتر مربع                                                                    | 101 لكل كيلومتر مربع                                                                    | 101 لكل كيلومتر مربع                                                                    | 105 لكل كيلومتر مربع                                                                    | 105 لكل كيلومتر مربع                                                                    |
| الأصل العرقي                                                                            | مجموع                                                                                   | ٪                                                                                       | مجموع                                                                                   | ٪                                                                                       | مجموع                                                                                   | ٪                                                                                       | مجموع                                                                                   | ٪                                                                                       | مجموع                                                                                   | ٪                                                                                       | مجموع                                                                                   | ٪                                                                                       |
| الألمان                                                                                 | 2004768                                                                                 | 71٪                                                                                     | 817474                                                                                  | 38٪                                                                                     | 309002                                                                                  | 7٪                                                                                      | 3813930                                                                                 | 66٪                                                                                     | 8145174                                                                                 | 49٪                                                                                     | 597784                                                                                  | 7٪                                                                                      |
| يهود                                                                                    | 79198                                                                                   | 3٪                                                                                      | 23302                                                                                   | 1٪                                                                                      | 322947                                                                                  | 8٪                                                                                      | 123202                                                                                  | 2٪                                                                                      | 548649                                                                                  | 3٪                                                                                      | 494913                                                                                  | 5٪                                                                                      |
| أعمدة                                                                                   | 810834                                                                                  | 26٪                                                                                     | 1310099                                                                                 | 61٪                                                                                     | 3558489                                                                                 | 85٪                                                                                     | 2184329                                                                                 | 30٪                                                                                     | 7863751                                                                                 | 47٪                                                                                     | 7817377                                                                                 | 86٪                                                                                     |
| آخر                                                                                     | 17773                                                                                   | ؟ ٪                                                                                     | 4666                                                                                    | ؟ ٪                                                                                     | 11984                                                                                   | ؟ ٪                                                                                     | 136578                                                                                  | ؟ ٪                                                                                     | 171001                                                                                  | ؟ ٪                                                                                     | 171001                                                                                  | ؟ ٪                                                                                     |
| 1 تقديرات وفقًا للمكتب الألماني النازي للسياسات العنصرية، 25 نوفمبر 1939.                |                                                                                         |                                                                                         |                                                                                         |                                                                                         |                                                                                         |                                                                                         |                                                                                         |                                                                                         |                                                                                         |                                                                                         |                                                                                         |                                                                                         |

## الحواشي
1. ↑  Polish Ministry of Foreign Affairs, "German Occupation of Poland" (Washington, D.C.: Dale Street Books, 2014), pp. 12–16.
2. ↑  Maly Rocznik Statystyczny (wrzesien 1939 – czerwiec 1941), Ministerstwo Informacji i Documentacji, London 1941, p.5, as cited in Piotr Eberhardt, Political Migrations in Poland, 1939–1948, Warsaw 2006, p.4 "Archived copy" (PDF). مؤرشف من الأصل (PDF) في 2011-10-18. اطلع عليه بتاريخ 2016-02-08.{{استشهاد ويب}}:  صيانة الاستشهاد: الأرشيف كعنوان (link)
3. ↑  Czesław Łuczak (1987). Położenie ludności polskiej w Kraju Warty 1939–1945. Dokumenty niemieckie. بوزنان: Wydawn. Poznańskie. ص. V–XIII. ISBN:8321006329. Google Books. مؤرشف من الأصل في 2019-10-08.
4. ↑  The Avalon Project: Documents in Law, History, and Diplomacy. Nazi Conspiracy and Aggression Volume 1 Chapter XIII – Germanization and Spoliation. كلية ييل للحقوق، Lillian Goldman Law Library. Avalon Project : Nazi Conspiracy and Aggression – Volume 1 Chapter XIII – Germanization and Spoliation نسخة محفوظة 28 مايو 2019 على موقع واي باك مشين.
5. ↑  "Poles: Victims of the Nazi Era نسخة محفوظة 2013-03-03 على موقع واي باك مشين."
6. ↑  Richard C. Lukas, Did the Children Cry? Hitler's War against Jewish and Polish Children, 1939–1945. Hippocrene Books, New York, 2001. نسخة محفوظة 9 فبراير 2019 على موقع واي باك مشين.
7. ↑  Polish Ministry of Foreign Affairs, "German Occupation of Poland" (Washington, D.C.: Dale Street Books, 2014), pp. 16–45.
8. ↑  Nowa Encyklopedia Powszechna PWN Państwowe Wydawnictwo Naukowe Warszawa 2004 page 149 volume 6
9. 1 2 3  Toppe (2008), p. 399.
10. ↑  Czesław Łuczak (1987). Położenie ludności polskiej w Kraju Warty 1939–1945. Dokumenty niemieckie. بوزنان: Wydawn. Poznańskie. ص. V–XIII. ISBN:8321006329. Google Books. مؤرشف من الأصل في 2019-10-08.
11. ↑  Hague IV SECTION III MILITARY AUTHORITY OVER THE TERRITORY OF THE HOSTILE STATE (Art. 42. and later) نسخة محفوظة 21 أغسطس 2016 على موقع واي باك مشين.
12. ↑  Toppe (2008), p. 409.
13. 1 2  Toppe (2008), p. 397.
14. 1 2  Toppe (2008), p. 398.
15. ↑  Piotr Eberhardt, Political Migrations in Poland, 1939–1948, Warsaw 2006, p.4 "Archived copy" (PDF). مؤرشف من الأصل (PDF) في 2011-10-18. اطلع عليه بتاريخ 2016-02-08.{{استشهاد ويب}}:  صيانة الاستشهاد: الأرشيف كعنوان (link)
16. ↑  Czesław Madajczyk. Polityka III Rzeszy w okupowanej Polsce, pages 19–73, volume 1, Państwowe Wydawnictwo Naukowe, Warszawa, 1970.
17. ↑  Leni Yahil, Ina Friedman, Ḥayah Galai, The Holocaust: the fate of European Jewry, 1932–1945, Oxford University Press US, 1991, p.261, (ردمك 978-0-19-504523-9): confirms reaching Białystok in June 1941 and subsequent annexation of Białystok and the surrounding area, but does not detail the counties
18. ↑  Bruno Wasser, Himmlers Raumplanung im Osten: Der Generalplan Ost in Polen, 1940–1944, Birkhäuser, 1993, p.20, (ردمك 978-3-7643-2852-8): confirming that B was attached, but not incorporated ("von Ostpreußen aus verwaltet")
19. ↑  Rich, Norman (1974). Hitler's War Aims: The Establishment of the New Order. W.W. Norton & Company, p. 89.
20. ↑  Burleigh, Michael (1988). Germany turns eastwards: a study of Ostforschung in the Third Reich. Cambridge University Press, p. 159.
21. ↑  Kroener, Bernhard; Müller, Rolf-Dieter; Umbreit, Hans (2003). Germany and the Second World War: Volume V/II. دار نشر جامعة أكسفورد, p. 16.  نسخة محفوظة 2 يناير 2020 على موقع واي باك مشين.
22. ↑  Madajczyk, Czesław; Puchert, Berthold (1987). Die Okkupationspolitik Nazideutschlands in Polen 1939–1945. Akademie-Verlag, p. 102. (in German) نسخة محفوظة 3 يناير 2020 على موقع واي باك مشين.
23. ↑  Toppe (2008)
24. ↑  Piotr Eberhardt, Political Migrations in Poland, 1939–1948, Warsaw 2006, "Archived copy" (PDF). مؤرشف من الأصل (PDF) في 2011-10-18. اطلع عليه بتاريخ 2016-02-08.{{استشهاد ويب}}:  صيانة الاستشهاد: الأرشيف كعنوان (link): 10,568,000 people
25. ↑  Czesław Madajczyk. Polityka III Rzeszy w okupowanej Polsce, pages 234–286, volume 1, Państwowe Wydawnictwo Naukowe, Warszawa, 1970.
26. ↑  Erhard Wetzel (de), G. Hecht, Memorandum: Die Frage der Behandlung der Bevölkerung der ehemaligen polnischen Gebiete nach rassenpolitischen Gesichtspunkten. Hrsg. von der Reichsleitung, Rassenpoltisches Amt, Berlin 25 November 1939. نسخة محفوظة 19 ديسمبر 2019 على موقع واي باك مشين.